# یوکی کانکو (بازیکن فوتبال، زاده ۱۹۹۶)
یوکی کانکو (ژاپنی: 金子 優希؛ زادهٔ ۲۱ آوریل ۱۹۹۶) یک بازیکن فوتبال اهل ژاپن است.
از باشگاه‌هایی که در آن بازی کرده‌است می‌توان به باشگاه فوتبال ونریر هاچینوهه اشاره کرد.